# Michaił Pustowojtenko
Michaił Sawicz Pustowojtenko, ros. Михаил Саввич Пустовойтенко (ur. 12 listopada 1865, data śmierci nieznana) – rosyjski wojskowy, (generał porucznik).

## Życiorys
Syn duchownego. Ukończył Odeskie Seminarium Duchowne i Odeską Szkołę Oficerską Piechoty Junkrów. Oficer od 1885 w 14 pułku strzeleckim. W 1894 ukończył Nikołajewską Akademię Sztabu Generalnego. Po zakończeniu akademii dowódca kompanii i batalionu, adiutant (pomocnik) sztabu w 7 Dywizji piechoty, a od 25 marca 1906 10 Dywizji Piechoty. Od sierpnia 1900 szef oddziału ogólnowojskowego w Twierdzy Brześć, od 4 listopada 1900 oficer ds zleceń specjalnych w sztabie Warszawskiego Okręgu Wojskowego (WOW), od 4 lipca 1901 starszy adiutant sztabu WOW, od 10 sierpnia 1904 szef sztabu 3 Okręgu Samodzielnego Korpusu Straży Granicznych, od 4 grudnia 1908 dowódca 182 Grochowskiego pułku piechoty. Od 6 grudnia 1913 generał major i szef sztabu 1 Syberyjskiego Korpusu Armijnego. Od 19 czerwca 1914 pomocnik I kwatermistrza Zarządu Głównego Sztabu Generalnego i stały członek Komisji Twierdz Sztabu Generalnego. Z tego stanowiska mianowany I kwatermistrzem Zarządu Głównego Sztabu Generalnego.
Od początku mobilizacji przed I wojną światową, od 19 lipca 1914 generalny kwatermistrz sztabu Armii Frontu Południowo-Zachodniego, od 1 kwietnia 1915 na takim samym stanowisku w sztabie Armii Frontu Północnego. Po objęciu przez cara Mikołaja II obowiązków Najwyższego Naczelnego Dowódcy i zmian dokonanych w dowództwie, wyznaczony na stanowisko pełniącego obowiązki generalnego kwatermistrza Najwyższego Naczelnego Dowódcy. Współpracował z gen. M. Aleksiejewem przy planowaniach operacji. 6 listopada 1916 generał lejtnant z zatwierdzeniem na stanowisko generalnego kwatermistrza. Od 6 grudnia dowódca 12 Dywizji Piechoty. Od 21 października 1917 dowódca 46 Korpusu Armijnego.
Jako przedstawiciel Mikołaja Mikołajewicza przewodniczył w rozmowach z Witoldem Ostoją-Gorczyńskim na temat formowania Legionu Puławskiego. Był odznaczony Orderem Świętego Włodzimierza III i IV klasy, Orderem Świętej Anny II i III klasy, Orderem Świętego Stanisława II i III klasy.